# Diocesi di Tugga

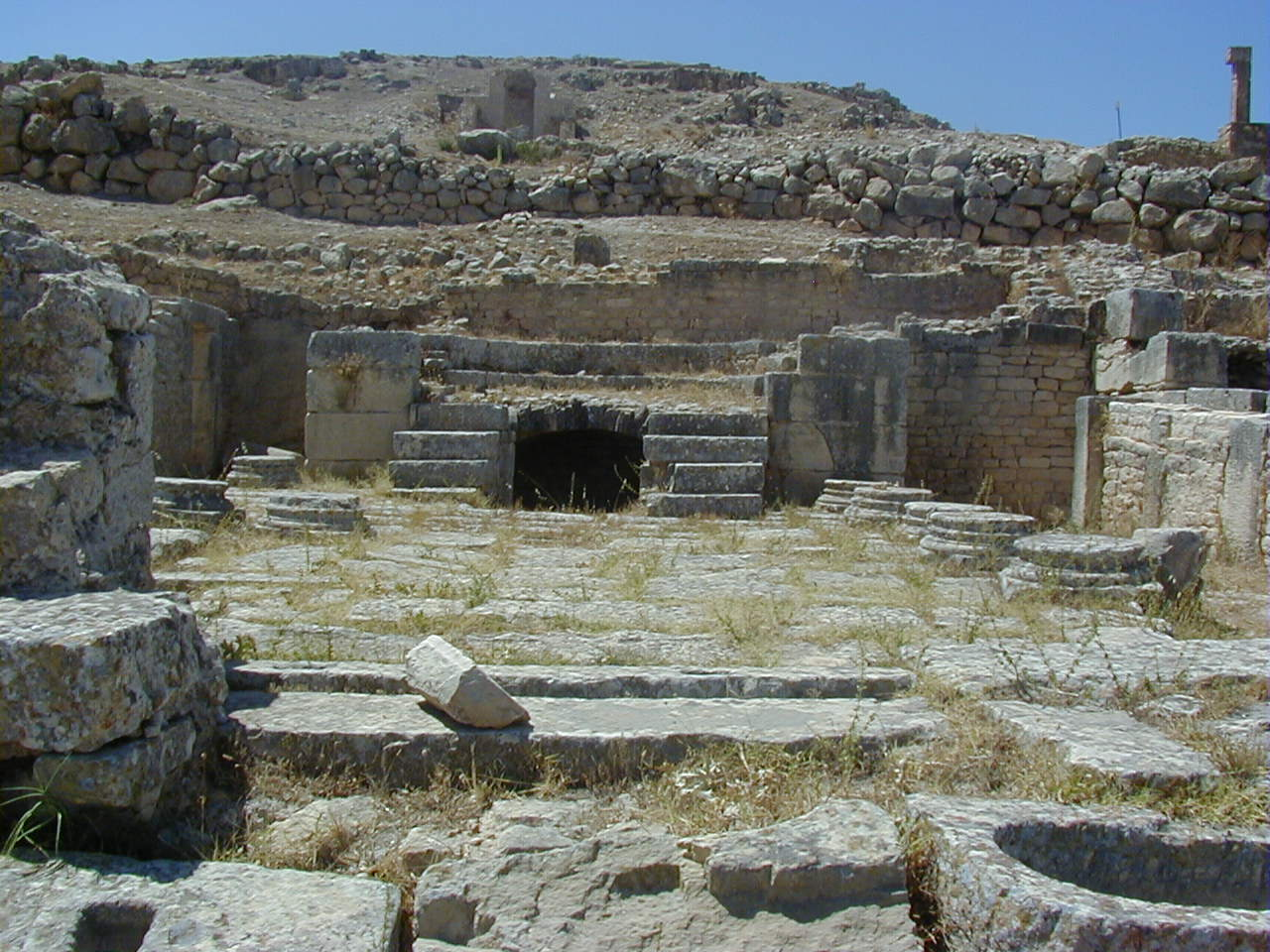
La chiesa di Vittoria

La diocesi di Tugga (in latino Dioecesis Thuggensis) è una sede soppressa e sede titolare della Chiesa cattolica.

## Storia
Tugga, il cui sito archeologico, patrimonio dell'umanità, si trova nei pressi di Téboursouk nel governatorato di Béja in Tunisia, è un'antica sede episcopale della provincia romana dell'Africa Proconsolare, suffraganea dell'arcidiocesi di Cartagine.
Incerta è l'identificazione dei vescovi per questa sede, per l'omonimia con altre sedi africane quali Tucca di Mauritania, Tucca di Numidia, Tucca Terebentina. Morcelli, nella sua Africa christiana, menziona come certi tre vescovi, Onorato, Pascasio e Vittore. Mesnage ritiene di poter attribuire a questa sede due o tre vescovi, ma con il beneficio del dubbio: Saturnino, che il 1º settembre 256 firmò la lettera con la quale si comunicavano ai vescovi della Numidia le decisioni del concilio del 256 circa la validità del battesimo amministrato dagli eretici; Pascasio, vescovo donatista, menzionato nel 411 (ma che potrebbe appartenere anche a Tucca Terebentina); infine Vittore, menzionato nel 646, ma la cui attribuzione è molto ipotetica.
Benché la città sia tra le meglio conservate della Tunisia romana, allo stato attuale degli scavi si è potuto stabilire un solo edificio cristiano, la chiesa chiamata di Vittoria, risalente alla fine del IV o agli inizi del V secolo.
Dal XIX secolo Tugga è annoverata tra le sedi vescovili titolari della Chiesa cattolica; dal 25 aprile 2024 il vescovo titolare è Timothy Francis Menezes, vescovo ausiliare di Birmingham.

## Cronotassi dei vescovi titolari
- Thomas Francis Barry † (30 settembre 1899 - 7 agosto 1902 succeduto vescovo di Chatham)
- Henri Delalle, O.M.I. † (19 dicembre 1903 - 15 febbraio 1949 deceduto)
- Edmund Nowicki † (1º dicembre 1956 - 7 marzo 1964 succeduto vescovo di Danzica)
- Costante Maltoni † (2 gennaio 1967 - 1º febbraio 1980 deceduto)
- Werner Radspieler † (7 novembre 1986 - 7 marzo 2018 deceduto)
- Luis Eduardo González Cedrés (11 maggio 2018 - 26 settembre 2023 nominato vescovo di Mercedes)
- Timothy Francis Menezes, dal 25 aprile 2024